# 2-Methylbuttersäuremethylester
2-Methylbuttersäuremethylester ist ein Fruchtaroma aus der Gruppe der Carbonsäureester.

## Vorkommen
2-Methylbuttersäuremethylester ist ein wichtiger geruchsaktiver Bestandteil von Ananas, Äpfeln, Kantalupen, Gurken und Erdbeeren.

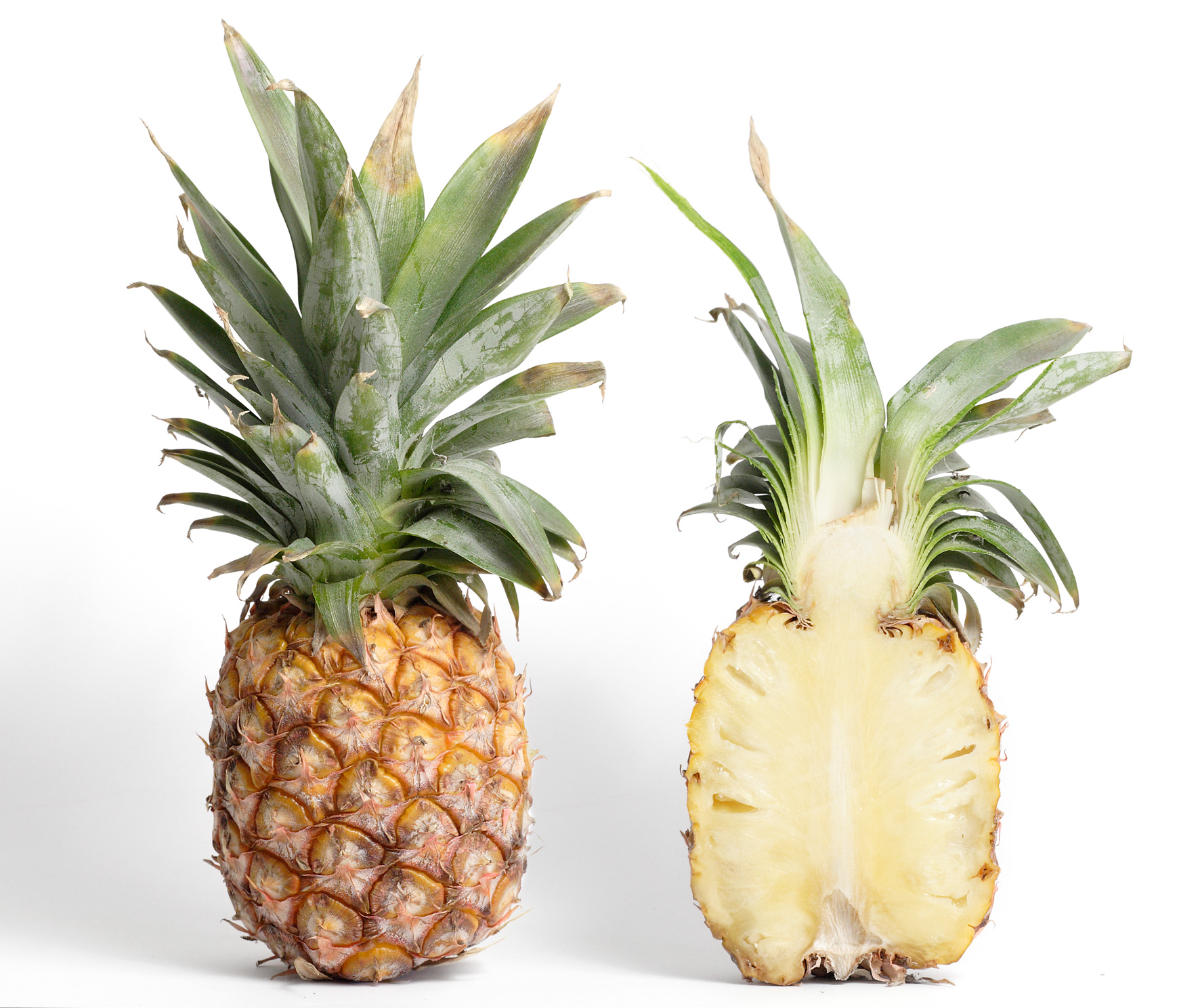
Ananas
Apfel
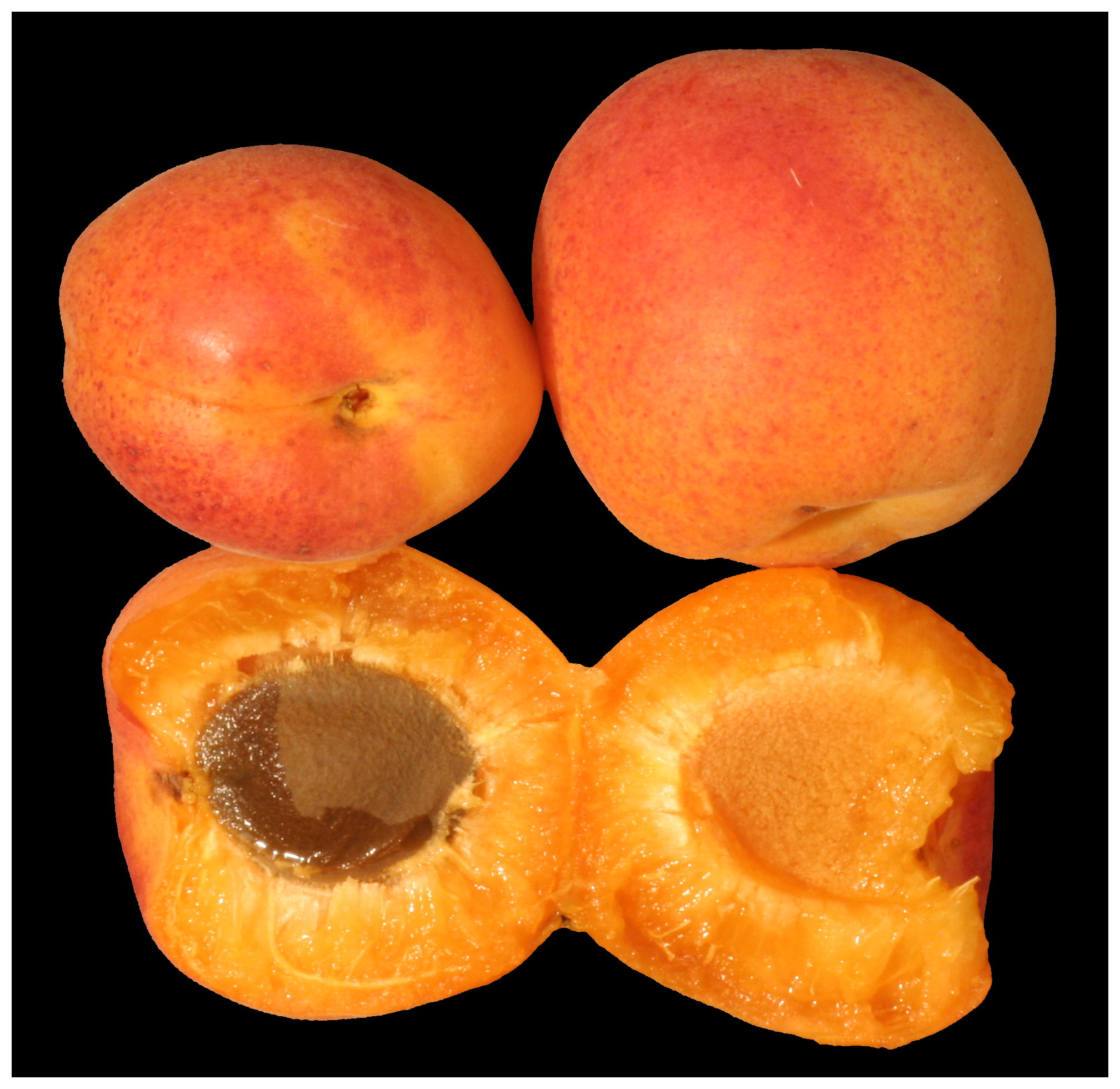
Aprikose

Die Verbindung wurde noch in einer Reihe weiterer Naturprodukte wie in frischem Erdbeersaft, Aprikosen, Sauerkirschen, Melonen, Erbsen, Ofenkartoffel, Pfefferminzöl, Krause Minze, Thymus, Durian (Durio zibethinus), Oliven, Pilzen, Sternfrucht, Kaktusfeigen, Dillkraut, Cashewapfel, Cherimoya, Loquat, Bergpapaya, Kapstachelbeeren und Rooibos-Tee, (Aspalathus linearis) Heidelbeeren und Käse nachgewiesen. In der Natur sind die linksdrehende und die racemischen Form bekannt.

## Gewinnung und Darstellung
2-Methylbuttersäuremethylester kann durch Reaktion von 2-Buten mit Methanol und Kohlenmonoxid unter Druck und in Gegenwart einer Palladiumverbindung oder einer Säure als Katalysator gewonnen werden.

## Eigenschaften
2-Methylbuttersäuremethylester ist eine leicht entzündbare, leicht flüchtige, farblose Flüssigkeit mit fruchtigem Geruch, die schwer löslich in Wasser ist. Die Verbindung hat einen süßen, fruchtigen, apfelartigen Geruch und einen apfelartigen Geschmack in niedrigen Konzentrationen.

## Verwendung
2-Methylbuttersäuremethylester wird als Aromastoff verwendet.

## Sicherheitshinweise
Die Dämpfe von 2-Methylbuttersäuremethylester können mit Luft ein explosionsfähiges Gemisch (Flammpunkt 16 °C) bilden.